# Uroplectes triangulifer
Uroplectes triangulifer es una especie de escorpión del género Uroplectes, familia Buthidae. Fue descrita científicamente por Thorell en 1876.
Habita en Sudáfrica, Esuatini, Lesoto, Botsuana, Namibia y Zimbabue. El sintipo masculino mide 47 mm y el sintipo femenino 42 mm.